# Grand Prix-wegrace van Oostenrijk 1986
De Grand Prix-wegrace van Oostenrijk 1986 was de vierde Grand Prix van het wereldkampioenschap wegrace-seizoen 1986. De races werden verreden op 7 en 8 juni 1986 op de Salzburgring nabij Salzburg.

## Algemeen
Het Rothmans-Honda-team was blij met de terugkeer van Freddie Spencer, die op donderdag zelfs even trainingssnelste was, maar verloor diezelfde dag Toni Mang, die zijn voet brak. Freddie Spencer scoorde in de 500cc-race echter geen punten, waardoor Honda een slecht weekend had en de kansen op twee wereldtitels vrijwel zag verdampen. Tijdens alle trainingsdagen regende het flink, maar de racedagen (zaterdag en zondag) waren droog, hoewel de 125cc-klasse op zondag nog op een vochtige baan moest starten door een nachtelijke stortbui. Daar hadden de 60.000 toeschouwers echter meer last van, want zij moesten grotendeels op de modderige taluds zitten.

## 500cc-klasse

### De training
Freddie Spencer had door een peesschedeontsteking in zijn arm al drie GP's gemist, maar was in Oostenrijk weer van de partij. Nog niet helemaal fit, want hij hoopte op regen tijdens de race, waardoor zijn arm minder zwaar belast zou worden. Op donderdag reed hij even de snelste tijd, maar in de kwalificatie moest hij de drie Yamaha's van Eddie Lawson, Randy Mamola en Rob McElnea voor zich dulden, evenals teamgenoot Wayne Gardner. HRC had een extra Honda NSR 500 viercilinder meegebracht, maar die kwam ter beschikking van de Japanner Shunji Yatsushiro, die aantrad in de blauw/gele kleurstelling van Mamoru Moriwaki. Christian Sarron blesseerde zijn enkel tijdens de trainingen, waardoor hij geen duwstart kon maken. Het zag ernaar uit dat hij niet zou kunnen racen.

#### Trainingstijden
| Pos | Coureur             | Merk                        | Tijd    |
| --- | ------------------- | --------------------------- | ------- |
| 1.  | Eddie Lawson        | Marlboro-Agostini-Yamaha    | 1"22'06 |
| 2.  | Randy Mamola        | Lucky Strike-Roberts-Yamaha | 1"22'74 |
| 3.  | Rob McElnea         | Marlboro-Agostini-Yamaha    | 1"22'77 |
| 4.  | Wayne Gardner       | Rothmans-HRC-Honda          | 1"22'88 |
| 5.  | Freddie Spencer     | Rothmans-HRC-Honda          | 1"23'01 |
| 6.  | Christian Sarron    | Gauloises-Sonauto-Yamaha    | 1"23'52 |
| 7.  | Mike Baldwin        | Lucky Strike-Roberts-Yamaha | 1"23'63 |
| 8.  | Raymond Roche       | Rothmans-Katayama-Honda     | 1"23'72 |
| 9.  | Shunji Yatsushiro   | Moriwaki-HRC-Honda          | 1"24'03 |
| 10. | Pierfrancesco Chili | HB-Gallina-Suzuki           | 1"24'30 |

### De race
Christian Sarron kon door zijn blessure geen duwstart maken, maar hij kreeg toestemming om vanaf de laatste plaats te starten en zich door een monteur te laten aanduwen. Freddie Spencer kon nog steeds snel starten en hij was als eerste weg, maar werd al snel ingehaald door Eddie Lawson. Spencer volgde vier ronden lang, maar toen moest hij de pit opzoeken om een bout van zijn stuurdemper te laten vervangen. Daarmee was zijn race voorbij, want hij kwam met een ronde achterstand weer op de baan. Wayne Gardner reed op dat moment op de tweede plaats, maar om de derde plaats werd gestreden door Mike Baldwin en de als laatste gestarte Christian Sarron. Ook Randy Mamola had een slechte start gehad, maar hij reed een goede inhaalrace en werd zelfs nog derde, achter Lawson en Gardner, maar voor Sarron en Baldwin.

#### Uitslag 500cc-klasse
| Pos | Coureur             | Merk                        | Tijd      | Grid | Punten |
| --- | ------------------- | --------------------------- | --------- | ---- | ------ |
| 1   | Eddie Lawson        | Marlboro-Agostini-Yamaha    | 41"43'79  | 1    | 15     |
| 2   | Wayne Gardner       | Rothmans-HRC-Honda          | 41"55'29  | 4    | 12     |
| 3   | Randy Mamola        | Lucky Strike-Roberts-Yamaha | 42"05'92  | 2    | 10     |
| 4   | Christian Sarron    | Gauloises-Sonauto-Yamaha    | 42"09'52  | 6    | 8      |
| 5   | Mike Baldwin        | Lucky Strike-Roberts-Yamaha | 42"10'15  | 7    | 6      |
| 6   | Rob McElnea         | Marlboro-Agostini-Yamaha    | 42"11'21  | 3    | 5      |
| 7   | Shunji Yatsushiro   | Moriwaki-HRC-Honda          | 42"34'17  | 9    | 4      |
| 8   | Gustav Reiner       | Bakker-Honda-Deutschland    | 43"08'62  | 13   | 3      |
| 9   | Pierfrancesco Chili | HB-Gallina-Suzuki           | +1 ronde  | 10   | 2      |
| 10  | Boet van Dulmen     | PDM-Honda                   | +1 ronde  | 18   | 1      |
| 11  | Fabio Biliotti      | FMI-Honda                   | +1 ronde  | 19   |        |
| 12  | Dave Petersen       | HB-Gallina-Suzuki           | +1 ronde  | 14   |        |
| 13  | Manfred Fischer     | Hein Gericke-Honda          | +1 ronde  | 17   |        |
| 14  | Paul Lewis          | Skoal Bandit-Heron-Suzuki   | +1 ronde  | 15   |        |
| 15  | Wolfgang von Muralt | Frankonia-Suzuki            | +1 ronde  | 20   |        |
| 16  | Freddie Spencer     | Rothmans-HRC-Honda          | +1 ronde  | 5    |        |
| 17  | Henk van der Mark   | PDM-Honda                   | +1 ronde  | 21   |        |
| 18  | Mile Pajic          | SNRT-Honda                  | +1 ronde  | 24   |        |
| 19  | Simon Buckmaster    | Duckhams Oil-Honda          | +1 ronde  | 23   |        |
| 20  | Leandro Becheroni   | Suzuki                      | +2 ronden | 26   |        |
| 21  | Eero Hyvärinen      | Honda                       | +2 ronden | 25   |        |
| 22  | Georg Jung          | Honda                       | +2 ronden | 27   |        |
| 23  | Dietmar Mayer       | Honda                       | +2 ronden | 30   |        |
| 24  | Rudolf Zeller       | Suzuki                      | +3 ronden | 35   |        |

#### Niet gefinisht
| Coureur            | Merk                      | Oorzaak   | Grid |
| ------------------ | ------------------------- | --------- | ---- |
| Marco Gentile      | Écurie-Fior-Honda         |           | 28   |
| Didier de Radiguès | Rollstar-Chevallier-Honda | Val       | 11   |
| Juan Garriga       | Cagiva                    |           | 16   |
| Helmut Schütz      | Honda                     |           | 31   |
| Josef Doppler      | Suzuki                    |           | 29   |
| Raymond Roche      | Rothmans-Katayama-Honda   | Vastloper | 8    |
| Ron Haslam         | ELF-Honda                 | Vastloper | 12   |
| Peter Lindén       | Honda                     |           | 34   |
| Peter Sköld        | Honda                     |           | 22   |

### Top tien tussenstand 500cc-klasse
| Pos | Coureur             | Merk                        | Ptn |
| --- | ------------------- | --------------------------- | --- |
| 1   | Eddie Lawson        | Marlboro-Agostini-Yamaha    | 57  |
| 2   | Wayne Gardner       | Rothmans-HRC-Honda          | 39  |
| 3   | Mike Baldwin        | Lucky Strike-Roberts-Yamaha | 36  |
| 4   | Randy Mamola        | Lucky Strike-Roberts-Yamaha | 35  |
| 5   | Christian Sarron    | Gauloises-Sonauto-Yamaha    | 22  |
| 6   | Rob McElnea         | Marlboro-Agostini-Yamaha    | 17  |
| 7   | Didier de Radiguès  | Rollstar-Chevallier-Honda   | 12  |
| 8   | Raymond Roche       | Rothmans-Katayama-Honda     | 9   |
| 9   | Boet van Dulmen     | Bakker-PDM-Honda            | 6   |
| 9   | Pierfrancesco Chili | HB-Gallina-Suzuki           | 6   |

## 250cc-klasse

### De training
Zonder de geblesseerde Toni Mang was Honda al bijvoorbaat kansloos in de trainingen. Carlos Lavado en Martin Wimmer zetten hun fabrieks-Yamaha YZR 250's op de eerste twee plaatsen voor de fabrieks-Honda NSR 250's van Fausto Ricci en Jean-François Baldé. Virginio Ferrari kon goed uit de voeten met de ex-Teruo Fukuda-Honda NSR en kwam op de zesde startplaats.

#### Trainingstijden
| Pos | Coureur             | Merk                     | Tijd    |
| --- | ------------------- | ------------------------ | ------- |
| 1.  | Carlos Lavado       | HB-Venemotos-Yamaha      | 1"27'88 |
| 2.  | Martin Wimmer       | Marlboro-Agostini-Yamaha | 1"28'13 |
| 3.  | Fausto Ricci        | HRC-Honda                | 1"28'47 |
| 4.  | Jean-François Baldé | Rothmans-Katayama-Honda  | 1"28'51 |
| 5.  | Dominique Sarron    | Rothmans-Honda           | 1"28'52 |
| 6.  | Virginio Ferrari    | Total-Katayama-HRC-Honda | 1"28'82 |
| 7.  | Stéphane Mertens    | Johnson-Yamaha           | 1"29'04 |
| 8.  | Alan Carter         | JJ Cobas-Rotax           | 1"29'12 |
| 9.  | Sito Pons           | Campsa-HRC-Honda         | 1"29'18 |
| 10. | Hans Lindner        | Rotax                    | 1"29'42 |

### De race
Nu Toni Mang ontbrak moest de tegenstand voor Carlos Lavado eigenlijk komen van Martin Wimmer. Wimmer kwam echter pas na zes ronden goed op gang en toen was Lavado koploper Jean-François Baldé en achtervolgers Sito Pons, Fausto Ricci en Siegfried Minich al voorbij. Wimmer werd langer opgehouden maar werd uiteindelijk toch tweede voor Baldé.

#### Uitslag 250cc-klasse
| Pos | Coureur             | Merk                     | Tijd     | Grid | Punten |
| --- | ------------------- | ------------------------ | -------- | ---- | ------ |
| 1   | Carlos Lavado       | HB-Venemotos-Yamaha      | 36"52'68 | 1    | 15     |
| 2   | Martin Wimmer       | Marlboro-Agostini-Yamaha | 37"00'69 | 2    | 12     |
| 3   | Jean-François Baldé | Rothmans-Katayama-Honda  | 37"03'62 | 4    | 10     |
| 4   | Fausto Ricci        | HRC-Honda                | 37"08'47 | 3    | 8      |
| 5   | Sito Pons           | Campsa-HRC-Honda         | 37"12'97 | 9    | 6      |
| 6   | Dominique Sarron    | Rothmans-Honda           | 37"21'31 | 5    | 5      |
| 7   | Manfred Herweh      | HB-Aprilia-Rotax         | 37"21'56 | 13   | 4      |
| 8   | Tadahiko Taira      | Marlboro-Agostini-Yamaha | 37"37'51 | 17   | 3      |
| 9   | Siegfried Minich    | Honda                    | 37"37'78 | 14   | 2      |
| 10  | Maurizio Vitali     | Garelli                  | 37"38'27 | 23   | 1      |
| 11  | Reinhold Roth       | HB-Römer-Honda           | 37"38'49 | 20   |        |
| 12  | Virginio Ferrari    | Total-Katayama-HRC-Honda | 37"38'78 | 6    |        |
| 13  | Jacques Cornu       | ELF-Parisienne-Honda     | 37"42'22 | 21   |        |
| 14  | Herbert Besendörfer | Yamaha                   | 37"43'83 | 33   |        |
| 15  | Andreas Preining    | Rotax                    | 37"44'78 | 26   |        |
| 16  | Pierre Bolle        | ELF-Parisienne           | 37"45'59 | 19   |        |
| 17  | Thomas Bacher       | Rotax                    | 37"45'89 | 30   |        |
| 18  | Harald Eckl         | Honda                    | 37"48'04 | 16   |        |
| 19  | Stefan Klabacher    | Rotax                    | 37"55'57 | 25   |        |
| 20  | Hans Becker         | Yamaha                   | 38"13'78 | 28   |        |
| 21  | Jochen Schmid       | Yamaha                   | 38"14'08 | 31   |        |
| 22  | René Delaby         | Rotax                    | +1 ronde | 36   |        |
| 23  | Larry Moreno        | JJ Cobas-Rotax           | +1 ronde | 37   |        |
| 24  | Wolfgang Felber     | Rotax                    | +1 ronde | 34   |        |

#### Niet gefinisht
| Coureur                | Merk                        | Oorzaak | Grid |
| ---------------------- | --------------------------- | ------- | ---- |
| Stéphane Mertens       | Johnson-Yamaha              |         | 7    |
| Hans Lindner           | Rotax                       |         | 10   |
| Jean Foray             | Yamaha                      |         | 12   |
| Jean-Louis Tournadre   | Yamaha                      |         | 29   |
| Donnie McLeod          | Silverstone-Armstrong-Rotax |         | 11   |
| Sergio Pellandini      | Honda                       |         | 27   |
| Carlos Cardús          | Campsa-Honda                |         | 35   |
| Jean-Louis Guignabodet | MIG-Rotax                   |         | 32   |
| Josef Hutter           | Bartol                      |         | 15   |
| Alan Carter            | JJ Cobas-Rotax              |         | 8    |
| Massimo Matteoni       | Honda                       |         | 22   |

#### Niet gestart
| Coureur         | Merk            | Oorzaak  | Grid |
| --------------- | --------------- | -------- | ---- |
| Michael Lederer | Rotax           |          | 18   |
| Niall Mackenzie | Armstrong-Rotax | Blessure | 24   |

#### Niet gekwalificeerd
| Coureur   | Merk               | Oorzaak  | Grid |
| --------- | ------------------ | -------- | ---- |
| Toni Mang | Rothmans-HRC-Honda | Blessure | 49   |

#### Niet deelgenomen
| Coureur        | Merk          | Oorzaak  |
| -------------- | ------------- | -------- |
| Loris Reggiani | Aprilia-Rotax | Blessure |

### Top tien tussenstand 250cc-klasse
| Pos | Coureur             | Merk                        | Ptn |
| --- | ------------------- | --------------------------- | --- |
| 1   | Carlos Lavado       | HB-Venemotos-Yamaha         | 57  |
| 2   | Toni Mang           | Rothmans-HRC-Honda          | 39  |
| 3   | Martin Wimmer       | Marlboro-Agostini-Yamaha    | 38  |
| 4   | Jean-François Baldé | Rothmans Katayama-Honda     | 31  |
| 5   | Sito Pons           | Campsa-HRC-Honda            | 22  |
| 6   | Fausto Ricci        | HRC-Honda                   | 16  |
| 7   | Jacques Cornu       | ELF-Parisienne-Honda        | 15  |
| 8   | Pierre Bolle        | ELF-Parisienne              | 13  |
| 9   | Dominique Sarron    | Rothmans-Honda              | 9   |
| 10  | Donnie McLeod       | Silverstone-Armstrong-Rotax | 7   |

## 125cc-klasse

### De training
Voor de zekerheid trainde August Auinger voor eigen publiek ook met zijn oude rijwielgedeelte, maar omdat de rijeigenschappen vrijwel gelijk waren koos hij toch voor het 6 kg lichtere LCR-frame. Hij reed er de vierde trainingstijd mee, achter de Garelli's van Luca Cadalora en Fausto Gresini en de MBA van Ezio Gianola. 

#### Trainingstijden
| Pos | Coureur            | Merk           | Tijd    |
| --- | ------------------ | -------------- | ------- |
| 1.  | Luca Cadalora      | FMI-Garelli    | 1"33'64 |
| 2.  | Ezio Gianola       | MBA            | 1"33'95 |
| 3.  | Fausto Gresini     | FMI-Garelli    | 1"33'95 |
| 4.  | August Auinger     | Bartol-LCR-MBA | 1"34'12 |
| 5.  | Bruno Kneubühler   | LCR-MBA        | 1"35'21 |
| 6.  | Thierry Feuz       | MBA            | 1"35'47 |
| 7.  | Pier Paolo Bianchi | MBA            | 1"36'06 |
| 8.  | Olivier Liégeois   | Assmex-MBA     | 1"36'07 |
| 9.  | Domenico Brigaglia | Ducados-MBA    | 1"36'15 |
| 10. | Johnny Wickström   | MBA            | 1"36'25 |

### De race
Hoewel de baan nog gedeeltelijk nat was door een stortbui in de nacht van zaterdag op zondag startte iedereen de 125cc-race op slicks. August Auinger nam meteen na de start de leiding en bouwde een flinke voorsprong op. Na zes ronden had hij al tien seconden voorsprong en de concurrentie met het fabrieksmateriaal leek zich te moeten concentreren op de tweede plaats. Pier Paolo Bianchi had die plaats lang in handen, maar werd bijgehaald door Luca Cadalora, Fausto Gresini en Ezio Gianola. Cadalora en Gresini leken goed samen te werken om naar voren te komen, maar toch ging het mis. Gresini viel in de Nocksteinkehre en brak daarbij een sleutelbeen. Cadalora ging het gevecht om de tweede plaats aan met Gianola, maar plotseling werd het een gevecht om de koppositie toen Auinger door een haperende motor moest opgeven. Uiteindelijk bouwde Cadalora een kleine voorsprong op en hij won voor Gianola en Bruno Kneubühler, die nog net voor de finish de slecht lopende MBA van Bianchi kon passeren. Cadalora nam de leiding in het WK over van Gresini, maar omdat er tijdens de GP van Joegoslavië geen 125cc-race was had Gresini twee weken de tijd om te herstellen. 

#### Uitslag 125cc-klasse
| Pos | Coureur                | Merk        | Tijd      | Grid | Punten |
| --- | ---------------------- | ----------- | --------- | ---- | ------ |
| 1   | Luca Cadalora          | FMI-Garelli | 38"03'40  | 1    | 15     |
| 2   | Ezio Gianola           | MBA         | 38"08'74  | 2    | 12     |
| 3   | Bruno Kneubühler       | LCR-MBA     | 38"43'17  | 5    | 10     |
| 4   | Pier Paolo Bianchi     | MBA         | 38"45'93  | 7    | 8      |
| 5   | Domenico Brigaglia     | Ducados-MBA | 38"55'14  | 9    | 6      |
| 6   | Olivier Liégeois       | Assmex-MBA  | 38"55'34  | 8    | 5      |
| 7   | Alfred Waibel          | MBA         | 39"04'73  | 13   | 4      |
| 8   | Lucio Pietroniro       | Johnson-MBA | 39"04'92  | 22   | 3      |
| 9   | Esa Kytölä             | MBA         | 39"17'88  | 18   | 2      |
| 10  | Adi Stadler            | MBA         | 39"21'73  | 12   | 1      |
| 11  | Paolo Casoli           | MBA         | 39"22'14  | 14   |        |
| 12  | Jussi Hautaniemi       | MBA         | 39"28'21  | 17   |        |
| 13  | Thomas Møller-Pedersen | MBA         | 39"33'34  | 15   |        |
| 14  | Willy Pérez            | MBA         | +1 ronde  | 11   |        |
| 15  | Johnny Wickström       | MBA         | +1 ronde  | 10   |        |
| 16  | Thierry Feuz           | MBA         | +1 ronde  | 6    |        |
| 17  | Robin Appleyard        | MBA         | +1 ronde  | 26   |        |
| 18  | Norbert Peschke        | MBA         | +1 ronde  | 20   |        |
| 19  | Ton Spek               | MBA         | +1 ronde  | 32   |        |
| 20  | Karl Dauer             | MBA         | +1 ronde  | 23   |        |
| 21  | Éric Saul              | LGN         | +1 ronde  | 34   |        |
| 22  | Mike Leitner           | MBA         | +1 ronde  | 28   |        |
| 23  | Peter Sommer           | MBA         | +1 ronde  | 33   |        |
| 24  | Thierry Maurer         | MBA         | +2 ronden | 35   |        |

#### Niet gefinisht
| Coureur            | Merk           | Oorzaak              | Grid |
| ------------------ | -------------- | -------------------- | ---- |
| Fausto Gresini     | FMI-Garelli    | Val                  | 3    |
| August Auinger     | Bartol-LCR-MBA | Water in carburateur | 4    |
| Willy Hupperich    | MBA            |                      | 16   |
| Jacques Hutteau    | MBA            |                      | 27   |
| Andres Sánchez     | Ducados-MBA    |                      | 19   |
| Sepp Bader         | MBA            |                      | 29   |
| Giuseppe Ascareggi | Elit-MBA       |                      | 31   |
| Ángel Nieto        | Ducados-MBA    |                      | 21   |
| Peter Balaz        | MBA            |                      | 25   |
| Håkan Olsson       | MBA            |                      | 30   |
| Steve Mason        | MBA            |                      | 36   |

### Top tien tussenstand 125cc-klasse
| Pos | Coureur            | Merk           | Ptn |
| --- | ------------------ | -------------- | --- |
| 1   | Luca Cadalora      | FMI-Garelli    | 46  |
| 2   | Fausto Gresini     | FMI-Garelli    | 42  |
| 3   | Ezio Gianola       | MBA            | 32  |
| 4   | Domenico Brigaglia | Ducados-MBA    | 18  |
| 4   | Pier Paolo Bianchi | MBA            | 18  |
| 4   | Bruno Kneubühler   | LCR-MBA        | 18  |
| 7   | Ángel Nieto        | Ducados-MBA    | 12  |
| 8   | Willy Pérez        | MBA            | 11  |
| 9   | August Auinger     | Bartol-LCR-MBA | 10  |
| 9   | Johnny Wickström   | MBA            | 10  |
| 9   | Thierry Feuz       | MBA            | 10  |

## 80cc-klasse

### De training
De verrassing in de 80cc-training kwam van de 20-jarige thuisrijder Josef Fischer, die in Salzburg woonde en gecoacht werd door zijn moeder. Hij reed de vijfde tijd. Voor hem stonden Jorge Martínez, Stefan Dörflinger en Manuel Herreros niet ver uit elkaar, maar Hans Spaan moest ruim een seconde toegeven op de derde startplaats. 

#### Trainingstijden
| Pos | Coureur            | Merk                  | Tijd    |
| --- | ------------------ | --------------------- | ------- |
| 1.  | Jorge Martínez     | Ducados-Derbi         | 1"39'84 |
| 2.  | Stefan Dörflinger  | Krauser               | 1"40'23 |
| 3.  | Manuel Herreros    | Ducados-Derbi         | 1"40'86 |
| 4.  | Hans Spaan         | Hertog Jan-HuVo-Casal | 1"41'91 |
| 5.  | Josef Fischer      | Krauser               | 1"42'09 |
| 6.  | Pier Paolo Bianchi | Seel-MBA              | 1"42'81 |
| 7.  | Ángel Nieto        | Ducados-Derbi         | 1"43'37 |
| 8.  | Gerhard Waibel     | Real-Krauser          | 1"43'63 |
| 9.  | Rainer Kunz        | Ziegler               | 1"44'18 |
| 10. | Theo Timmer        | Hertog Jan-HuVo-Casal | 1"44'35 |

### De race
De 80cc-race was de eerste race op zaterdagmiddag en het publiek hoopte op een goede prestatie van thuisrijder Josef Fischer. Die lag echter in de eerste bocht al in het gras. Pier Paolo Bianchi nam heel even de leiding, maar werd gepasseerd door Jorge Martínez die er alleen vandoor ging en niet meer kon worden ingehaald. Stefan Dörflinger reed aanvankelijk alleen op de tweede plaats, maar werd opgeslokt door een groepje met Manuel Herreros, Bianchi en Hans Spaan. Tot de laatste ronde bleef het in deze groep spannend, maar uiteindelijk werd Herreros tweede voor Bianchi, Spaan en Dörflinger. Fischer was weer opgestapt en finishte toch nog als negende. 

#### Uitslag 80cc-klasse
| Pos | Coureur             | Merk                  | Tijd      | Grid | Punten |
| --- | ------------------- | --------------------- | --------- | ---- | ------ |
| 1   | Jorge Martínez      | Ducados-Derbi         | 30"01'98  | 1    | 15     |
| 2   | Manuel Herreros     | Ducados-Derbi         | 30"09'08  | 3    | 12     |
| 3   | Pier Paolo Bianchi  | Seel-MBA              | 30"10'14  | 6    | 10     |
| 4   | Hans Spaan          | Hertog Jan-HuVo-Casal | 30"10'67  | 4    | 8      |
| 5   | Stefan Dörflinger   | Krauser               | 30"10'90  | 2    | 6      |
| 6   | Ian McConnachie     | Krauser               | 30"12'68  | 12   | 5      |
| 7   | Gerhard Waibel      | Real-Krauser          | 30"36'86  | 8    | 4      |
| 8   | Ángel Nieto         | Ducados-Derbi         | 30"37'07  | 7    | 3      |
| 9   | Josef Fischer       | Krauser               | 31"08'78  | 5    | 2      |
| 10  | Juan Ramón Bolart   | Autisa                | 31"11'47  | 13   | 1      |
| 11  | Henk van Kessel     | Krauser               | 31"16'52  | 15   |        |
| 12  | Felix Rodríguez     | Autisa                | 31"18'08  | 22   |        |
| 13  | Theo Timmer         | Hertog Jan-HuVo-Casal | 31"19'58  | 10   |        |
| 14  | Domingo Gil Blanco  | Autisa                | 31"35'28  | 24   |        |
| 15  | Salvatore Milano    | Krauser               | 31"35'52  | 16   |        |
| 16  | Reiner Scheidhauer  | Seel-MBA              | 31"43'57  | 11   |        |
| 17  | Hubert Abold        | Seel                  | 31"46'47  | 17   |        |
| 18  | Thomas Engl         | Krauser               | +1 ronde  | 21   |        |
| 19  | Steve Mason         | MBA                   | +1 ronde  | 30   |        |
| 20  | Reinhard Koberstein | Krauser               | +1 ronde  | 25   |        |
| 21  | Reiner Koster       | Kroko                 | +1 ronde  | 26   |        |
| 22  | Mario Stocco        | Casal                 | +1 ronde  | 29   |        |
| 23  | Alex Barros         | Autisa                | +1 ronde  | 23   |        |
| 24  | Raimo Lipponen      | Krauser               | +1 ronde  | 34   |        |
| 25  | Johan Auer          | Auer-eigenbau         | +1 ronde  | 35   |        |
| 26  | Jarno Piepponen     | Krauser               | +1 ronde  | 32   |        |
| 27  | Richard Bay         | Maico                 | +2 ronden | 33   |        |
| 28  | Steve Lawton        | Eberhardt             | +2 ronden | 36   |        |

#### Niet gefinisht
| Coureur           | Merk      | Oorzaak    | Grid |
| ----------------- | --------- | ---------- | ---- |
| Rainer Kunz       | Ziegler   |            | 9    |
| Jos van Dongen    | Krauser   | Lekke band | 18   |
| Gert Kafka        | Krauser   |            | 19   |
| René Dünki        | Krauser   |            | 14   |
| Chris Baert       | Seel      |            | 20   |
| Herri Torrontegui | Autisa    |            | 27   |
| Mika-Sakari Komu  | Eberhardt |            | 31   |
| Luis Miguel Reyes | Autisa    |            | 28   |

#### Niet deelgenomen
| Coureur      | Merk  | Oorzaak  |
| ------------ | ----- | -------- |
| Stefan Prein | Casal | Blessure |

### Top tien tussenstand 80cc-klasse
| Pos | Coureur            | Merk                  | Ptn |
| --- | ------------------ | --------------------- | --- |
| 1   | Manuel Herreros    | Ducados-Derbi         | 47  |
| 2   | Jorge Martínez     | Ducados-Derbi         | 42  |
| 3   | Stefan Dörflinger  | Krauser               | 35  |
| 4   | Pier Paolo Bianchi | Seel-Seel-MBA         | 24  |
| 5   | Ángel Nieto        | Ducados-Derbi         | 23  |
| 6   | Gerhard Waibel     | Real-Krauser          | 22  |
| 7   | Ian McConnachie    | Krauser               | 21  |
| 8   | Hans Spaan         | Hertog Jan-HuVo-Casal | 17  |
| 9   | Juan Ramón Bolart  | Autisa                | 5   |
| 9   | Josef Fischer      | Krauser               | 5   |

## Zijspanklasse

### De training
Rolf Biland, die de internationale races in Raalte had laten schieten om meer vermogen uit zijn Krauser-viercilinder te halen, kon maar geen goede tijd realiseren in de trainingen. Daarbij werd hij ook nog geplaagd door een kromme drijfstang, een gebroken zuigerveer en ontstekingsproblemen. Egbert Streuer kende weinig problemen en hij reed zelfs 1½ seconde sneller dan de gebroeders Zurbrügg. Intussen wachtte Alain Michel op een Krauser-motor, maar gezien de problemen die Biland ermee had reed hij voorlopig nog met een Yamaha-blok. De zijspanrijders hadden een nerveuze week gehad, want de vrachtauto van bandenleverancier Yokohama bereikte het rennerskwartier pas op vrijdagavond, terwijl de race al op zaterdag was. De vrachtauto was 24 uur opgehouden aan de Oostenrijkse grens omdat de vrachtbrieven niet in orde waren.

#### Trainingstijden
| Pos | Coureur         | Bakkenist          | Merk               | Tijd    |
| --- | --------------- | ------------------ | ------------------ | ------- |
| 1.  | Egbert Streuer  | Bernard Schnieders | LCR-Yamaha         | 1"29'32 |
| 2.  | Alfred Zurbrügg | Martin Zurbrügg    | LCR-Yamaha         | 1"30'86 |
| 3.  | Steve Webster   | Tony Hewitt        | LCR-Yamaha         | 1"30'93 |
| 4.  | Alain Michel    | Jean-Marc Fresc    | Krauser-LCR-Yamaha | 1"31'66 |
| 5.  | Theo van Kempen | Geral de Haas      | LCR-Yamaha         | 1"32'09 |
| 6.  | Markus Egloff   | Urs Egloff         | LCR-Seel           | 1"32'45 |
| 7.  | Rolf Biland     | Kurt Waltisperg    | LCR-Krauser        | 1"32'48 |
| 8.  | Barry Brindley  | Chris Jones        | Windle-Yamaha      | 1"32'81 |
| 9.  | René Progin     | Yvan Hunziker      | Seymaz-Yamaha      | 1"32'84 |
| 10. | Hans Hügli      | Markus Fährni      | LCR-Yamaha         | 1"32'85 |

### De race
Egbert Streuer en Bernard Schnieders keerden met bezorgde gezichten uit de opwarmronde terug, want hun Yamaha liep niet mooi. Toch was daar bij de start niets van te merken, want meteen gingen ze voor de tweede Nederlandse combinatie Theo van Kempen/Geral de Haas als eersten van start. Van Kempen kon zich door remproblemen niet voor in het veld handhaven, maar niemand kon Streuer/Schnieders nog achterhalen, ondanks het feit dat hun machine 1.000 tpm tekortkwam. Achter hen reden Steve Webster/Tony Hewitt een eenzame race en pas om de derde plaats werd gestreden. Die ging uiteindelijk naar Alain Michel/Jean-Marc Fresc. Rolf Biland kwam bij de start heel slecht weg en liet al na een ronde zijn bougies vervangen. Daarna reed hij nog een paar ronden maar hij gaf het uiteindelijk op.

#### Uitslag zijspanklasse
| Pos | Coureur            | Bakkenist          | Merk               | Tijd     | Grid | Punten |
| --- | ------------------ | ------------------ | ------------------ | -------- | ---- | ------ |
| 1   | Egbert Streuer     | Bernard Schnieders | LCR-Yamaha         | 34"22'56 | 1    | 15     |
| 2   | Steve Webster      | Tony Hewitt        | LCR-Yamaha         | 34"32'37 | 3    | 12     |
| 3   | Alain Michel       | Jean-Marc Fresc    | Krauser-LCR-Yamaha | 34"47'11 | 4    | 10     |
| 4   | Steve Abbott       | Shaun Smith        | Windle-Yamaha      |          |      | 8      |
| 5   | Derek Jones        | Brian Ayres        | LCR-Yamaha         |          |      | 6      |
| 6   | Markus Egloff      | Urs Egloff         | LCR-Seel           |          | 6    | 5      |
| 7   | Alfred Zurbrügg    | Martin Zurbrügg    | LCR-Yamaha         |          | 2    | 4      |
| 8   | Theo van Kempen    | Geral de Haas      | LCR-Yamaha         |          | 5    | 3      |
| 9   | Masato Kumano      | Helmut Diehl       | LCR-Yamaha         |          |      | 2      |
| 10  | Barry Brindley     | Chris Jones        | Windle-Yamaha      |          | 8    | 1      |
| 11  | René Progin        | Yvan Hunziker      | Seymaz-Yamaha      |          | 9    |        |
| 12  | Yoshisada Kumagaya | Kazahito Makiuchi  | LCR-Yamaha         |          |      |        |
| 13  | Luigi Casagrande   | Jürg Egli          | LCR-Yamaha         |          |      |        |
| 14  | Weber              | Onbekend           | Onbekend           |          |      |        |
| 15  | Wolfgang Stropek   | Hans-Peter Demling | LCR-Yamaha         |          |      |        |
| 16  | Herbert Prügl      | Hannes Kussberger  | Onbekend           |          |      |        |
| 17  | Graham Gleeson     | David Elliott      | LCR-Yamaha         |          |      |        |

#### Niet gefinisht
| Coureur          | Bakkenist       | Merk         | Oorzaak | Grid |
| ---------------- | --------------- | ------------ | ------- | ---- |
| Rolf Biland      | Kurt Waltisperg | LCR-Krauser  |         | 7    |
| Hans Hügli       | Markus Fährni   | LCR-Yamaha   |         | 10   |
| Rolf Steinhausen | Bruno Hiller    | Busch-Yamaha | Koeling |      |

### Top tien tussenstand zijspanklasse
| Pos. | Coureur         | Bakkenist          | Merk               | Ptn. |
| ---- | --------------- | ------------------ | ------------------ | ---- |
| 1    | Egbert Streuer  | Bernard Schnieders | LCR-Yamaha         | 30   |
| 2    | Steve Abbott    | Shaun Smith        | Windle-Yamaha      | 18   |
| 3    | Alain Michel    | Jean-Marc Fresc    | Krauser-LCR-Yamaha | 15   |
| 4    | Rolf Biland     | Kurt Waltisperg    | LCR-Krauser        | 12   |
| 4    | Alfred Zurbrügg | Martin Zurbrügg    | LCR-Yamaha         | 12   |
| 4    | Derek Jones     | Brian Ayres        | LCR-Yamaha         | 12   |
| 4    | Steve Webster   | Tony Hewitt        | LCR-Yamaha         | 12   |
| 8    | Markus Egloff   | Urs Egloff         | LCR-Seel           | 9    |
| 9    | Theo van Kempen | Geral de Haas      | LCR-Yamaha         | 5    |
| 10   | René Progin     | Yvan Hunziker      | Seymaz-Yamaha      | 3    |

## Trivia

### Berusting van Freddie Spencer
Freddie Spencer had een operatie van zijn arm uitgesteld omdat hij nog steeds kansen zag voor de wereldtitel. Hij hoopte met therapeutische behandelingen toch te kunnen rijden, maar nu hij in Oostenrijk geen punten had gescoord waren zijn kansen verkeken. Hij verklaarde nu de operatie te laten doorgaan ongeacht hoeveel GP's het hem in 1986 nog zou gaan kosten.
1927 · 1928 · 1929 · 1930 · 1947 · 1948 · 1950 · 1951 · 1952 · 1953 · 1954 · 1955 · 1956 · 1957 · 1958 · 1959 · 1960 · 1961 · 1962 · 1963 · 1964 · 1965 · 1966 · 1967 · 1968 · 1969 · 1970 · 1971 · 1972 · 1973 · 1974 · 1975 · 1976 · 1977 · 1978 · 1979 · 1981 · 1982 · 1983 · 1984 · 1985 · 1986 · 1987 · 1988 · 1989 · 1990 · 1991 · 1993 · 1994 · 1996 · 1997 · 2016 · 2017 · 2018 · 2019 · 2020 · 2021 · 2022 · 2023 · 2024 · 2025